# Гендриков, Александр Иванович
Граф Александр Иванович Гендриков (1807—1881) — обер-шенк, коннозаводчик из рода Гендриковых. Владелец образцовой в хозяйственном отношении усадьбы Графское.

## Биография
Правнук первого графа Гендрикова родился в 1807 году. Вступил в службу из пажей 20 апреля 1823 года корнетом в лейб-гвардии Кирасирский полк. Произведённый в 1824 году в поручики, он 22 июля 1826 года был переведён в Кавалергардский полк и с марта по 13 сентября того же года состоял при генерал-адъютанте Нейдгардте. В 1830 году произведён в штаб-ротмистры; 5 января 1832 года уволен от службы по домашним обстоятельствам ротмистром.
После отставки активно участвовал в общественной жизни Харьковской губернии: почётный попечитель Харьковской гимназии (с 1834 г.), член комитета об устройстве города Харькова (назначен по Высочайшему повелению в 1837 г.), попечитель сводной конюшни (1837—1841), член Харьковского статистического комитета (в 1838 г. им было составлено историко-статистическое описание Харьковской губернии) и член совета Харьковского института благородных девиц по хозяйственной части (1839—1841).
В 1835 году он был пожалован в звание камергера. В 1841 году он перешёл на службу в Петербург, будучи назначен в должность шталмейстера к великой княжне Марии Николаевне. В 1843—1859 гг. служил в ведомстве государственного коннозаводства, занимая должности члена комитета государственного коннозаводства (с 1843 г.), инспектора государственных конных заводов (с 1850 г.) и члена комитета о ремонтировании кавалерии (с 1858 г.). В течение этого времени Гендриков был пожалован придворным званием «в должности шталмейстера» в 1846 г..
Был произведён в действительные статские советники в 1847 году и в шталмейстеры в 1855 году.
Уволен 13 ноября 1859 года от занимаемых им должностей в связи с закрытием комитета государственного коннозаводства и упразднения должности инспектора конных заводов.
В 1873 году был пожалован в обер-шенки. Высший орден — Св. Александра Невского — получил в 1876 году (алмазные знаки этого ордена — в 1880 г.).
Умер 4 (16) мая 1881 на 76 году от рождения и погребён в селе Графское Волчанского уезда Харьковской губернии.
Граф Гендриков владел в Харьковской губернии обширными имениями при сёлах Графском и Петропавловке (2235 душ крепостных), с заводами конским, мериносовым, винокуренным, селитренным и сахарным, мукомольной мельницей, сукновальней, маслобойней и фабриками полотняной, ковёрной и экипажной.

## Семья

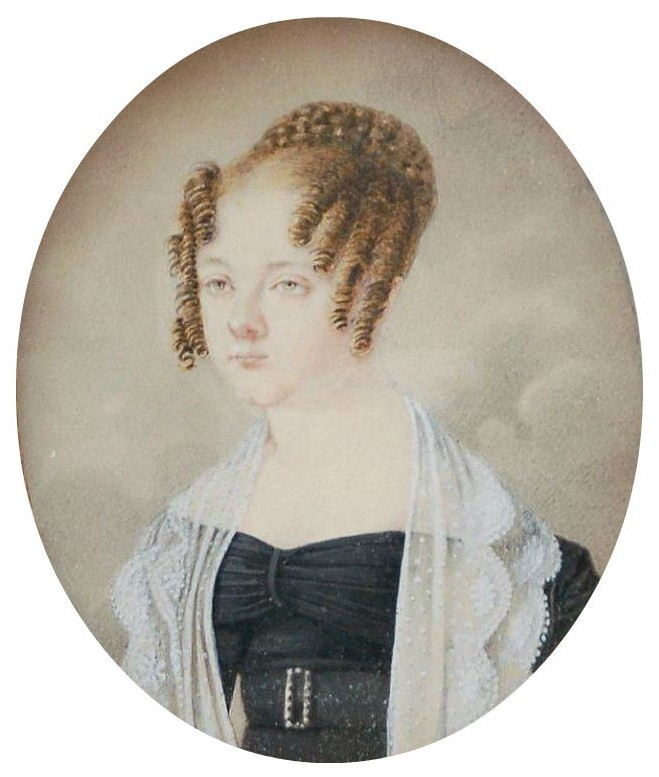
Прасковья Александровна

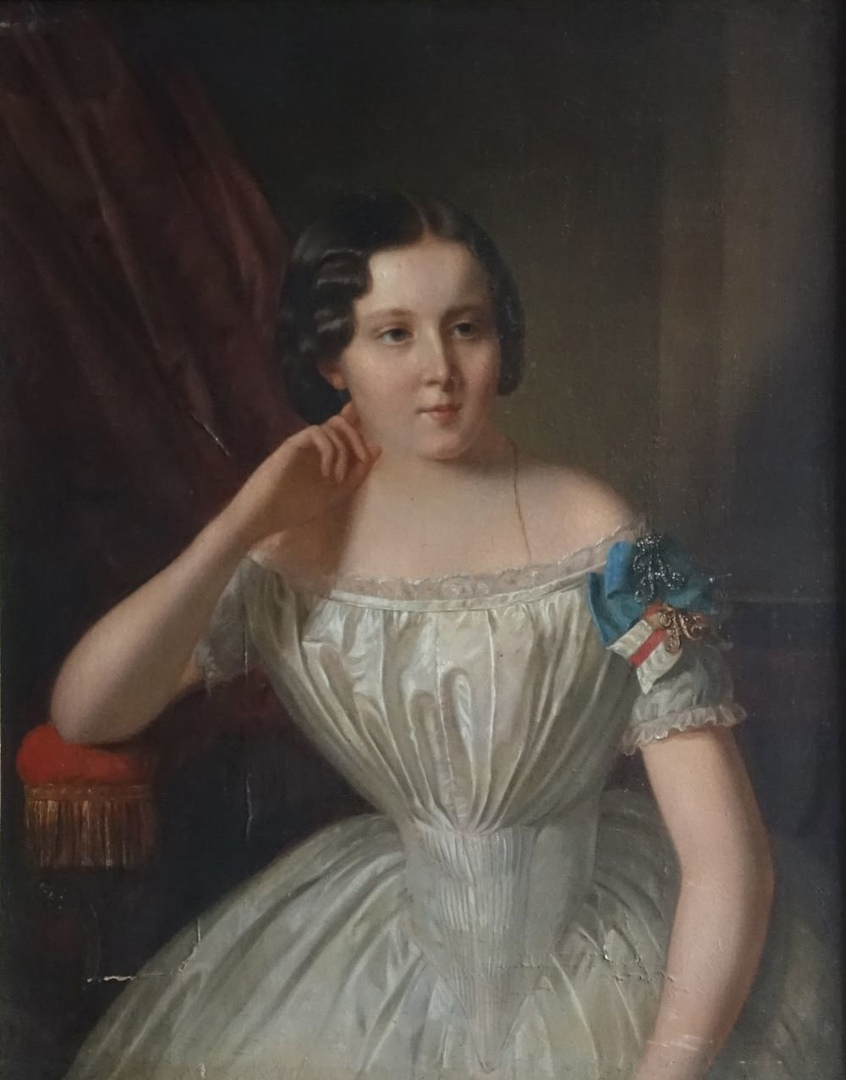
Анна Гендрикова с фрейлинским шифром

Первым жена (с 03 ноября 1826 года) —  княжна Прасковья Александровна Хилкова (1802—1843), дочь князя А. Я. Хилкова; выпускница Екатерининского института (выпуск 1820 года с золотым шифром большой величины); фрейлина императрицы Марии Фёдоровны. Венчались в Петербурге в Придворном соборе в Зимнем дворце. По словам барона М. Корфа, красота Хилковой и приятный ум её обвораживали весь двор, и одним из ревностным поклонником её был холостой и молодой великий князь Михаил Павлович. Выйдя замуж за Гендрикова, она жила с ним в Малороссии. И муж, и жена пользовались всегда особым расположением княгини Елены Павловны и, когда прошли годы, она уговорила Гендрикова принять должность шталмейстера. Вернувшись в Петербург, Прасковья Александровна года два хворала, пока болезнь её не приняла самый злокачественный характер. Умерла после долгих страданий 12 марта 1843 года. Дети от первой жены:
- Александр (10.10.1827—1851), крестник императрицы Марии Фёдоровны и великого князя Александра Николаевича, кавалергард, поручик, смертельно ранен на дуэли бароном Э. О. Розеном[3].
- Анна (1830—1886), фрейлин двора, жена рязанского губернатора Н. А. Болдарева.
- Дмитрий (1831—1898), генерал-лейтенант.
- Степан (1832—1901), действительный тайный советник, последний обер-форшнейдер Российской империи, назван в честь дяди Степана Хилкова. Женат на Ольге Игнатьевне Шебеко, дочери Игнатия Францевича Шебеко[4]; у них родился сын Александр.

Вторым браком Гендриков женился (в 1854) на другой фрейлине, графине Евдокии Васильевне Гудович (1822—1901), одной из дочерей генерал-майора Василия Васильевича Гудовича (ум. 1831) и Александры Григорьевны Энгельгардт. По словам А. Ф. Тютчевой, положение при дворе двух сестер Гудович (Евдокии и Александры) было фальшиво. Они были протеже церемониймейстера И. А. Рибопьера и благодаря его протекции и целому ряду интриг им удалось утвердиться при дворе почти против желания императрицы. Их держали на расстоянии, и несмотря на их миловидность, кокетливость и вкрадчивость, им не удалось войти в круг близких к императрице лиц. Обе пользовались дурной репутацией при дворе, о них много сплетничали и клеветали, так рассказывали, что одна из них открыто афишировала безумную страсть к государю и падала в обморок при его появлении. Иного мнения о сестрах Гудович придерживалась фрейлина М. П. Фредерикс. По её словам, они обе были красавицы и из-за зависти перенесли много горя при дворе, но все клеветы, возводимые на них, переносили терпеливо, прощая своих врагов, потому что были религиозны и благородны. Дети от второй жены:
- Николай (1855—1891), ротмистр; его вдова Цецилия Валериановна, урожд. Ширкова, дочь либреттиста оперы «Руслан и Людмила», убита большевиками в 1918 г.
- Александра (15.04.1856[7]—1875), крещена 25 апреля 1856 года в Придворном соборе при восприемстве императрицы Марии Александровны и великого князя Николая Николаевича.
- Василий (1857—1912), обер-церемониймейстер, состоявший при императрице Александре Фёдоровне, отец Анастасии Гендриковой.